# Larry Keenan
Lawrence Christopher Keenan (North Bay, 1º ottobre 1940) è un ex hockeista su ghiaccio canadese che nel corso della carriera ha militato nella National Hockey League.

## Carriera
Keenan giocò a livello giovanile per tre stagioni con i Toronto St. Michael's Majors, formazione della Ontario Hockey Association. Conclusa l'esperienza con i Majors nel 1961 firmò il suo primo contratto da professionista entrando a far parte dell'organizzazione dei Toronto Maple Leafs.
Tuttavia nelle stagioni successive riuscì a disputare solo due incontri in National Hockey League, infatti giocò soprattutto con i farm team nelle leghe minori, come i Rochester Americans in American Hockey League e i Denver Invaders in Western Hockey League.
Nel 1964 cambiò squadra restando sempre però nell'orbita dei Maple Leafs con la loro formazione affiliata, i Victoria Maple Leafs capace di conquistare la Lester Patrick Cup nella stagione 1965-1966. Nel 1967 Keenan rimase senza contratto per la stagione successiva e durante l'NHL Expansion Draft venne selezionato dai St. Louis Blues, una delle sei nuove franchigie iscritte alla NHL.
A partire dalla stagione 1967-1968 Keenan riuscì a trovare spazio come titolare in NHL ed entrò nella storia dei Blues dopo aver segnato la prima rete nella storia della franchigia nel match finito 2-2 contro i Minnesota North Stars. Nelle prime tre stagioni la squadra raggiunse altrettante finali di Stanley Cup, perdendole però tutte quante contro franchigie storiche come Montreal e Boston.
Keenan concluse la sua esperienza in NHL dopo aver vestito le maglie dei Buffalo Sabres e dei Philadelphia Flyers. Dopo poco tempo perse il posto da titolare e per questo fu mandato in AHL nel farm team dei Richmond Robins, squadra con cui concluse la sua carriera nel 1974 a causa degli infortuni.

## Palmarès

### Club
- Lester Patrick Cup: 1

Victoria: 1965-1966